# Салах Аль-Ях'яї
Салах Саїд Салім Аль-Ях'яї (араб. صلاح سعيد سالم اليحيائي, нар. 4 січня 1994) — оманський футболіст, півзахисник клубу «Ес-Сіб» та національної збірної Оману.

## Клубна кар'єра
Народився 4 січня 1994 року. Вихованець футбольної школи клубу «Дофар». У дорослому футболі дебютував 2015 року виступами за команду «Ес-Сіб», в якій провів один сезон. 
Своєю грою за цю команду привернув увагу представників тренерського штабу клубу «Фанджа», до складу якого приєднався 2016 року. Відіграв за оманську команду наступний сезон своєї ігрової кар'єри.
2017 року повернувся до клубу «Ес-Сіб» і провів у його складі ще один сезон, після чого з 2018 року два сезони захищав кольори клубу «Дофар». З цієюб командою вигравав чемпіонат, кубок та суперкубок Оману.
З 2020 року знову, цього разу півтора сезони захищав кольори клубу «Ес-Сіб». 12 січня 2022 року Аль-Ях'яї приєднався до клубу «Катар СК» до кінця сезону, а після повернення у «Ес-Сіб» влітку допоміг команді виграти Кубок АФК 2022 року, вперше в історії оманського футболу. 

## Виступи за збірну
31 серпня 2016 року дебютував в офіційних іграх у складі національної збірної Оману в товариському матчі проти збірної Ірландії (0:4)
Згодом у складі збірної був учасником Кубка Азії 2019 року в ОАЕ, а також Кубка арабських націй 2021 року та Кубка Азії 2023 року в Катарі.

## Титули і досягнення
- Чемпіон Оману (1):

«Дофар»: 2018/19
- Володар Кубка Оману (1):

«Дофар»: 2019/20
- Володар Кубка оманської ліги (1):

«Дофар»: 2018/19
- Володар Суперкубка Оману (3):

«Дофар»: 2017, 2019
«Ес-Сіб»: 2022
- Володар Кубка АФК (1):

«Ес-Сіб»: 2022
- Володар Суперкубка Бахрейну (1):

«Аль-Халдія»: 2024
| Дата       | Місто          | Господарі  | Результат | Гості        | Турнір                       | Голи | Примітки |
| ---------- | -------------- | ---------- | --------- | ------------ | ---------------------------- | ---- | -------- |
| 09-01-2019 | Шарджа (місто) | Узбекистан | 2 – 1     | Оман         | Кубок Азії 2019 - 1-й етап   | -    | 86'      |
| 13-1-2019  | Абу-Дабі       | Оман       | 0 – 1     | Японія       | Кубок Азії 2019 - 1-й етап   | -    | 67'      |
| 17-1-2019  | Абу-Дабі       | Оман       | 3 – 1     | Туркменістан | Кубок Азії 2019 - 1-й етап   | -    | 86'      |
| 20-1-2019  | Абу-Дабі       | Іран       | 2 – 0     | Оман         | Кубок Азії 2019 - 1/8 фіналу | -    | 46'      |
| Усього     |                | Матчів     | 4         |              | Голів                        | 0    |          |